# Молотычи
Молотычи́ — село в Фатежском районе Курской области. Административный центр Молотычевского сельсовета.

## Этимология
В названии села отражён один из славянских диалектов, на котором слово «молотычи» означает «крестьяне—хлеборобы».

## География
Расположено на северо-востоке района, в 19 км к северо-востоку от Фатежа на ручье Молотычи, притоке Свапы. Высота над уровнем моря — 211 м. К югу от села проходит автомобильная дорога «Верхний Любаж — Поныри».
Улицы
В селе улицы: Антоновка, Гора, Низовка, Хутор и Центр.
Климат
Молотычи, как и весь район, расположено в поясе умеренно континентального климата с тёплым летом и относительно тёплой зимой (Dfb в классификации Кёппена).
| Показатель                                                                      | Янв. | Фев. | Март | Апр. | Май  | Июнь | Июль | Авг. | Сен. | Окт. | Нояб. | Дек. | Год  |
| ------------------------------------------------------------------------------- | ---- | ---- | ---- | ---- | ---- | ---- | ---- | ---- | ---- | ---- | ----- | ---- | ---- |
| Средний суточный максимум, °C                                                   | −4,6 | −3,8 | 1,9  | 12,3 | 18,9 | 22,1 | 24,8 | 24   | 17,5 | 10   | 2,9   | −1,6 | 10,4 |
| Средняя температура, °C                                                         | −6,7 | −6,2 | −1,5 | 7,6  | 14,2 | 17,9 | 20,5 | 19,4 | 13,5 | 6,8  | 0,7   | −3,5 | 6,9  |
| Средний суточный минимум, °C                                                    | −9,2 | −9,3 | −5,5 | 2,1  | 8,6  | 12,5 | 15,5 | 14,4 | 9,3  | 3,6  | −1,5  | −5,7 | 2,9  |
| Норма осадков, мм                                                               | 52   | 45   | 46   | 51   | 62   | 75   | 79   | 59   | 62   | 60   | 48    | 50   | 689  |
| Источник: Погода по месяцам c ru.climate-data.org(дата обращения: Октябрь 2021) |      |      |      |      |      |      |      |      |      |      |       |      |      |

Часовой пояс
Село Молотычи, как и вся Курская область, находится в часовой зоне МСК (московское время). Смещение применяемого времени относительно UTC составляет +3:00.

## История
Является одним из древнейших населённых пунктов, находящихся на территории современного Фатежского района. Поселение существовало ещё до Монгольского нашествия на Русь 1237—1240 годов. С середины XVII века Молотычи упоминаются как крупное село с храмом, освящённым в честь Космы и Дамиана. В 1821 году храм был перестроен и освящён в честь Рождества Христова, однако на протяжении XIX века село всё ещё носило второе название — Космодемьянское. В XVII—XVIII веках село входило в состав Усожского стана Курского уезда, располагаясь на его северо-восточной окраине. 
По данным 3-й ревизии 1762 года крестьянами Молотычей владели: вахмистр Алексей Фёдорович Павлов, помещица Ирина Степановна Павлинова, недоросль Михаил Фёдорович Павлинов, сержант Стефан Иванович Панков и другие. Также в селе проживали однодворцы Аборневы, Агибаловы, Ефремовы, Кононыхины, Кретовы, Локтионовы, Лукины, Харичковы, Чернавины, Юдины и другие.
В 1779 году Молотычи вошли в состав новообразованного Фатежского уезда Курского наместничества (затем — губернии). В 1782 году в селе проживало 744 однодворца мужского пола и более 500 крепостных крестьян. В разное время землевладельцами в Молотычах были Долгоруковы, Ергольские, Заикины, Квашнины-Самарины, Прибытковы и другие. По 9-й ревизии 1850 года крестьянами села владели: штабс-ротмистр Михаил Заикин (140 душ), титулярный советник Пётр Заикин (47 душ), штабс-капитан Пётр Кононыхин (6 душ), поручик Фёдор Павлинов (36 душ), князь Григорий Долгоруков с сестрой (69 душ). Также в селе проживали государственные крестьяне. В 1862 году в Молотычах был 191 двор, проживало 1808 человек (882 мужского пола и 926 женского). В то время село входило в состав Игинской волости Фатежского уезда. В 1877 году в Молотычах было 245 дворов, проживало 1629 человек, действовали 2 базара. К тому времени село было в составе Хмелевской волости. В 1890 году в Молотычах была открыта церковно-приходская школа. В 1909 году была открыта министерская двухкомплектная школа, а в 1911 году — однокомплектная. В 1920-е годы село стало административным центром Молотычевского сельсовета Фатежского района, тогда же оно было разделено на 3 населённых пункта: 1-е, 2-е и 3-е Молотычи. В 1935—1963 годах село находилось в составе Верхнелюбажского района. В 1937 году в Молотычах было 420 дворов. Во время Великой Отечественной войны, летом 1943 года, в районе села проходили ожесточенные бои на северном фасе Курской дуги. По состоянию на 1955 годы в селе 1-е Молотычи находился центр колхоза имени Тельмана. 22 октября 1965 года 1-е, 2-е и 3-е Молотычи были снова объединены в один населённый пункт. В 1981 году в селе проживало около 930 человек.

## Население
| 2002 | 2010 |
| ---- | ---- |
| 571  | ↘442 |

## Памятники истории
В 20 м южнее здания Молотычевской начальной школы находится братская могила 204 советских воинов, погибших во время Великой Отечественной войны в боях с фашистскими захватчиками. Обелиск установлен в 1962 году.
7 мая 2015 года в районе села, на месте кровопролитных боёв Великой Отечественной войны, была открыта памятная стела «Ангел Мира» — 35-метровое сооружение, вершину которого венчает восьмиметровый ангел.

## Известные люди
- Мишин, Евгений Васильевич (1921—1992) — участник Великой Отечественной войны, Герой Советского Союза (1943).